# 国立台湾戯曲学院
国立台湾戯曲専科学校（こくりつたいわんぎきょくせんかがっこう、National Taiwan College of Performing Arts）は、台湾台北市にある芸術を専門とする、中華民国の高等教育機関。
劇場芸術学科の学生が高中1年より入学する以外は、国小5年（10歳）から入学し、国小部2年、国中部3年、高中部3年及び専科2年の10年一貫教育を採用している。高中部までは公費教育が採用され、専科から学費が自費負担になるシステムである。
カリキュラムは普通課程、専門学科課程、専門実技課程に区分されている。専門課程は国小6年（12歳）に仮分類され、国中部（13歳）より正式に分科しての専門教育が行われている。人文教養を基本に、多彩な芸術表現が可能な人材育成を目標とし、台湾の伝統芸術の継承と発展のための旗艦教育機関として定義されている。

## 歴史
| 年     | 月日 | 事跡                                                   |
| ------ | ---- | ------------------------------------------------------ |
| 1999年 | 7月  | 国立復興劇芸実験学校と国立国光芸術戯劇学校を合併し開校 |

## 組織
| - 学部 - 京劇科 - 演劇コース - 衣装組 - 音楽コース - 総芸舞踏科 - 舞踏コース - 演劇コース - 衣装道具コース - 伝統音楽科 - 栄芸コース - 編曲コース - 楽器コース - 歌仔戯科 - 劇芸コース - 衣装コース - 音楽コース - 劇場芸術科 - 舞台技術コース - 照明音響コース - 舞台衣装制作コース - 客家戯科 - 劇芸コース - 衣装コース - 音楽コース | - 付属組織 - 国劇団 - 総合芸術団 |